# Leo Buscaglia
Felice Leonardo "Leo" Buscaglia PhD (Los Ángeles, (Estados Unidos, 31 de marzo de 1924-Glenbrook (Estados Unidos), 12 de junio de 1998), también conocido como "Dr. Love", fue un autor estadounidense y orador motivacional, profesor en el Departamento de Educación Especial de la Universidad del Sur de California.

## Biografía
Felice Leonardo Buscaglia nació en Los Ángeles, California el 31 de marzo de 1924 en una familia de inmigrantes italianos.  Pasó su infancia en Aosta, Italia, antes de volver a los Estados Unidos para iniciar estudios. Después de servir para la Armada en la Segunda Guerra Mundial, Buscaglia ingresó en la Universidad del Sur de California, donde obtuvo tres títulos antes de unirse finalmente a la facultad. Al jubilarse, Buscaglia fue nombrado Profesor titular, una de las dos designaciones de ese tipo en el campus en ese momento.
Mientras enseñaba en la USC, Buscaglia se conmovió con el suicidio de un estudiante al contemplar la desconexión humana y el sentido de la vida, y comenzó una clase no acreditada a la que llamó "Love 1A". Esto se convirtió en la base de su primer libro, titulado simplemente Amor. Sus conferencias televisadas ganaron gran popularidad en la década de 1980. Esta exposición nacional, junto con el estilo sincero de contar historias de sus libros, ayudó a que todos sus títulos fueran Best Sellers nacionales. Falleció en 1998 debido a un paro cardíaco.